# Jorge Cubero
Jorge Cubero Gálvez (Baena, 6 novembre 1992) è un ex ciclista su strada spagnolo, professionista dal 2016 al 2020.

## Piazzamenti

### Grandi Giri
- Vuelta a España

2018: 89º
2019: 136º